# Lijst van personen overleden in augustus 2021
Dit is een lijst van bekende personen die zijn overleden in augustus 2021.

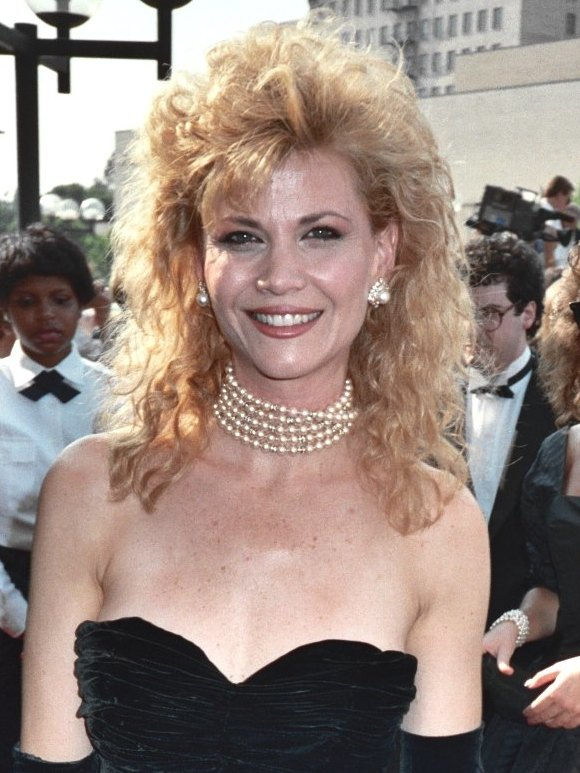
Markie Post
7 augustus

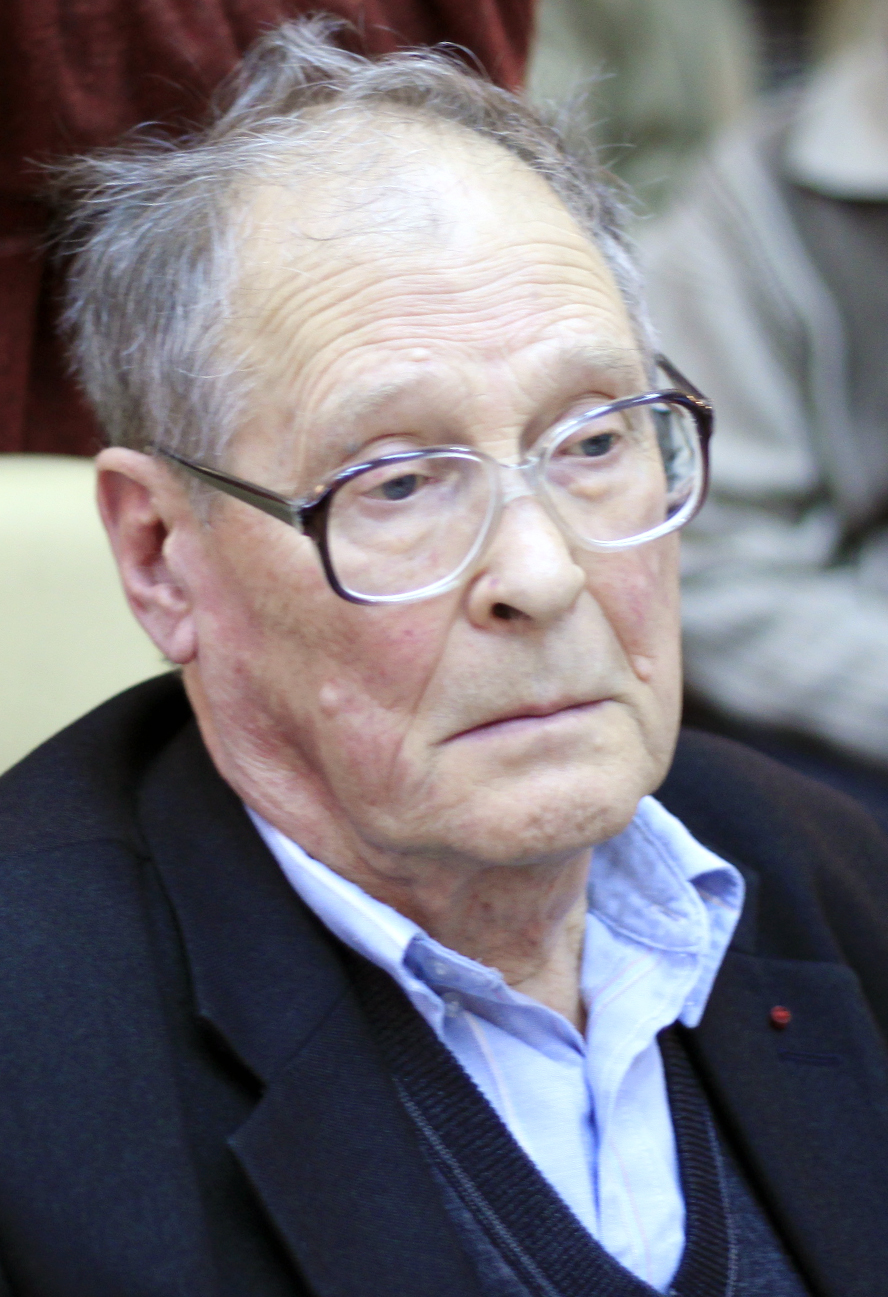
Sergej Adamovitsj Kovaljov
9 augustus

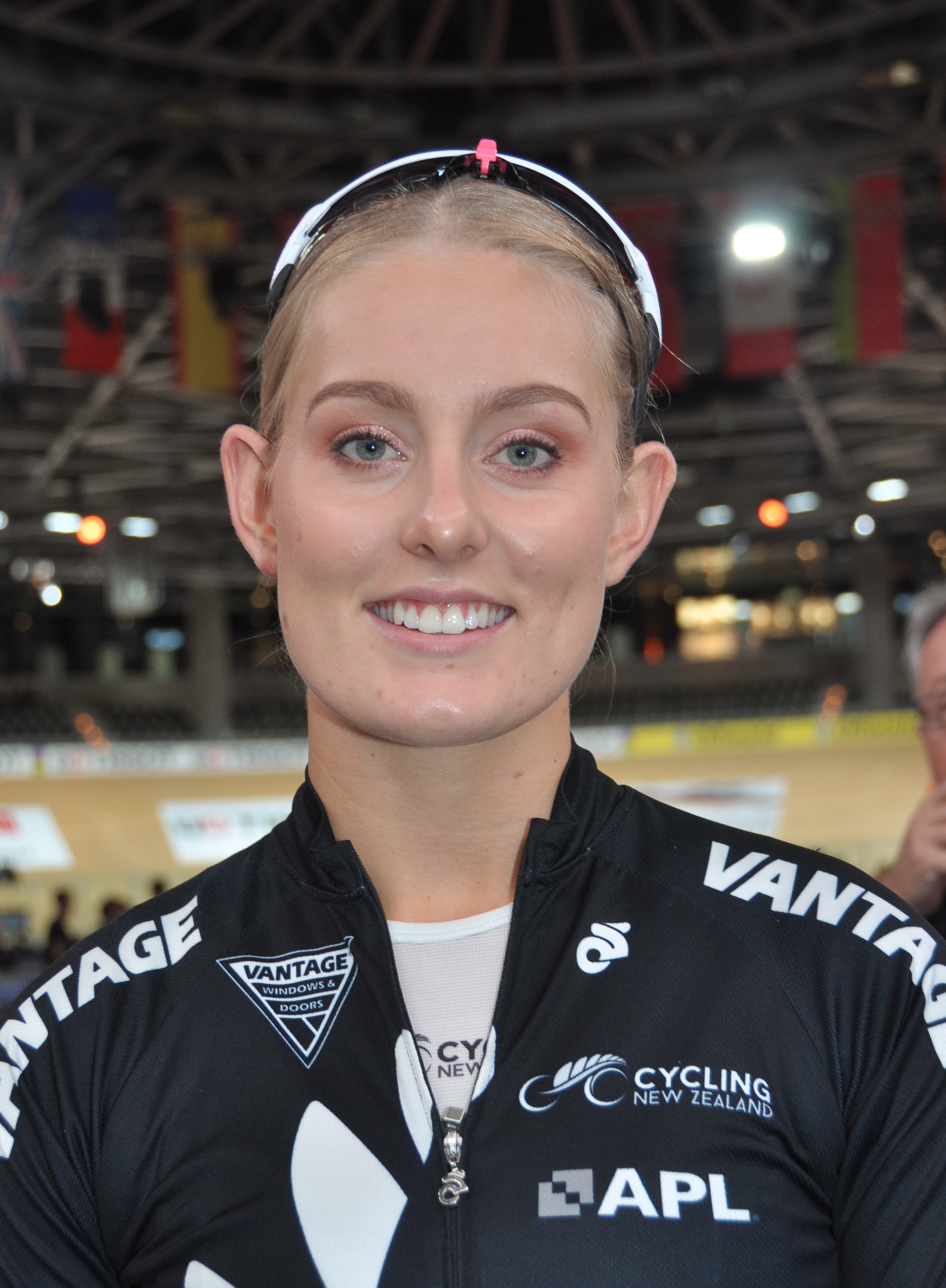
Olivia Podmore
9 augustus

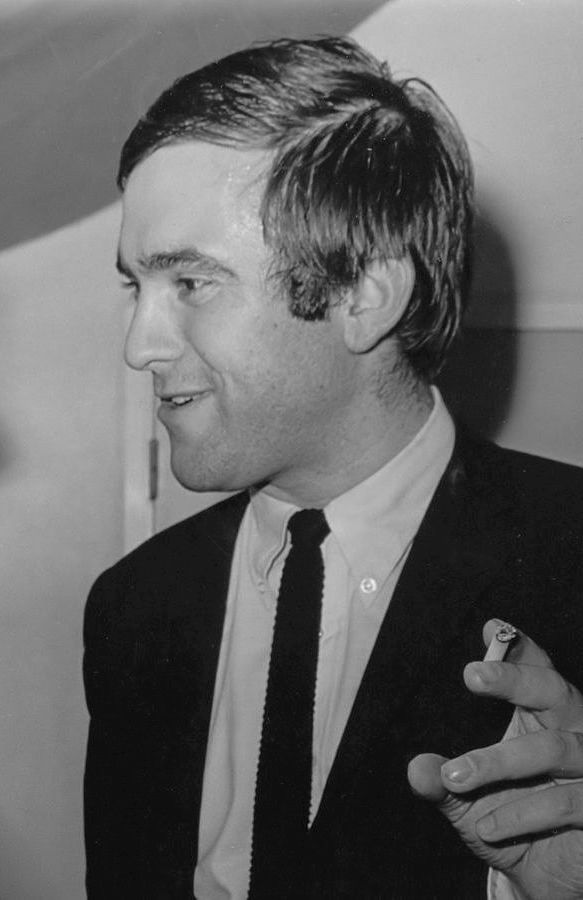
K. Schippers
12 augustus

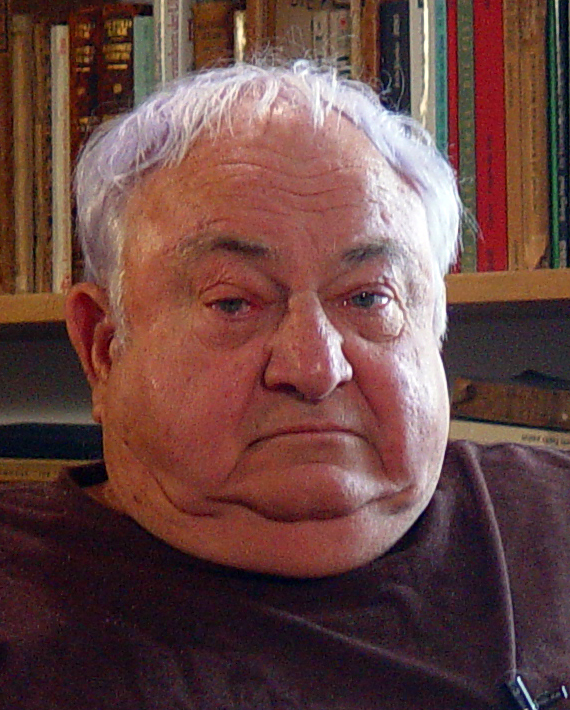
Yigal Tumarkin
12 augustus

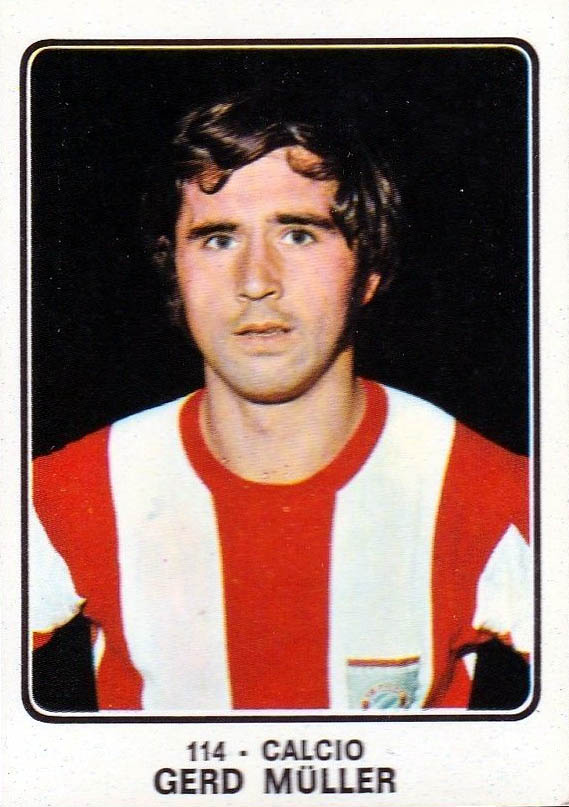
Gerd Müller
15 augustus

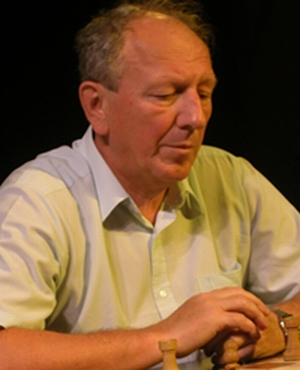
Jevgeni Svesjnikov
18 augustus

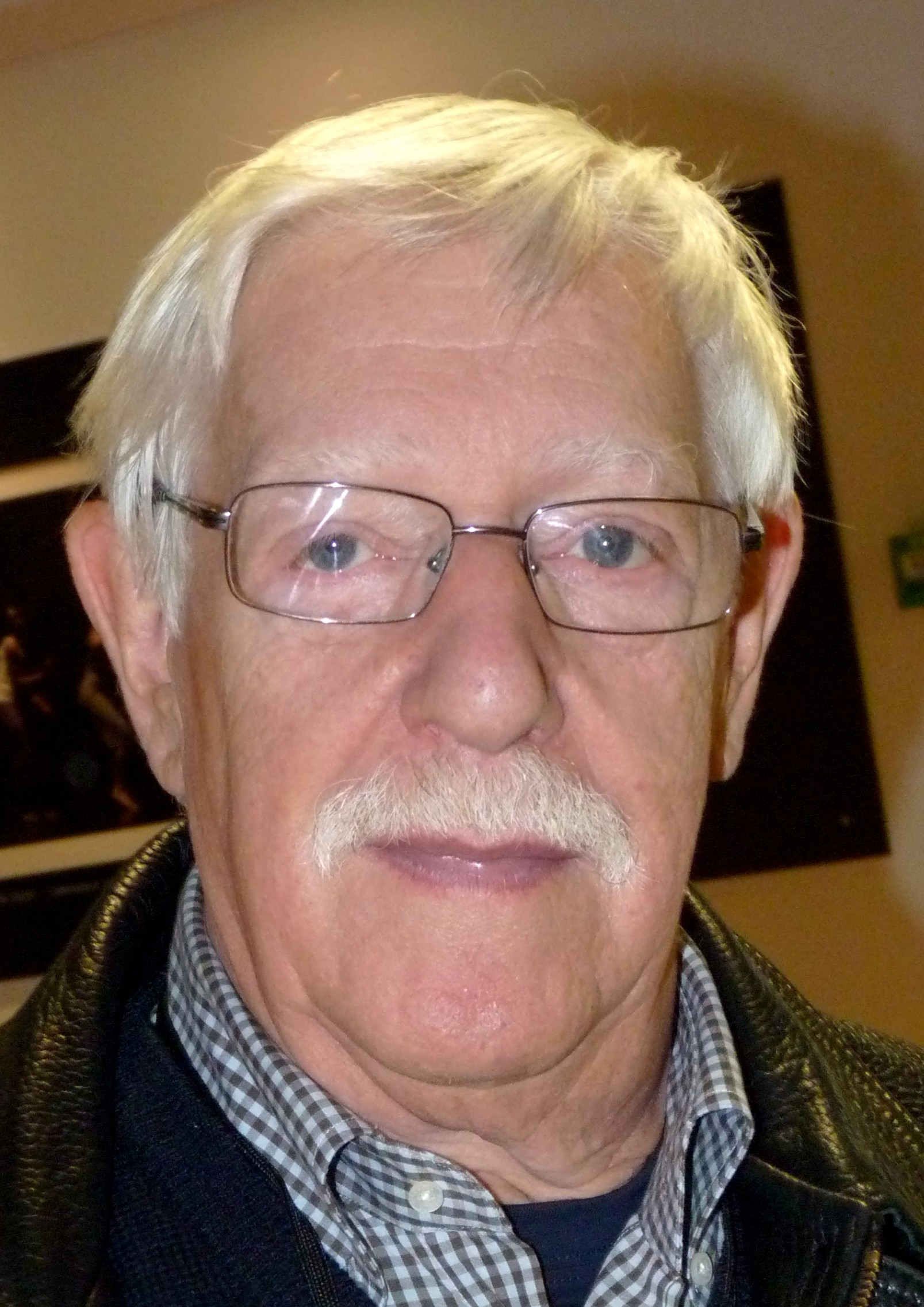
Raoul Cauvin
19 augustus

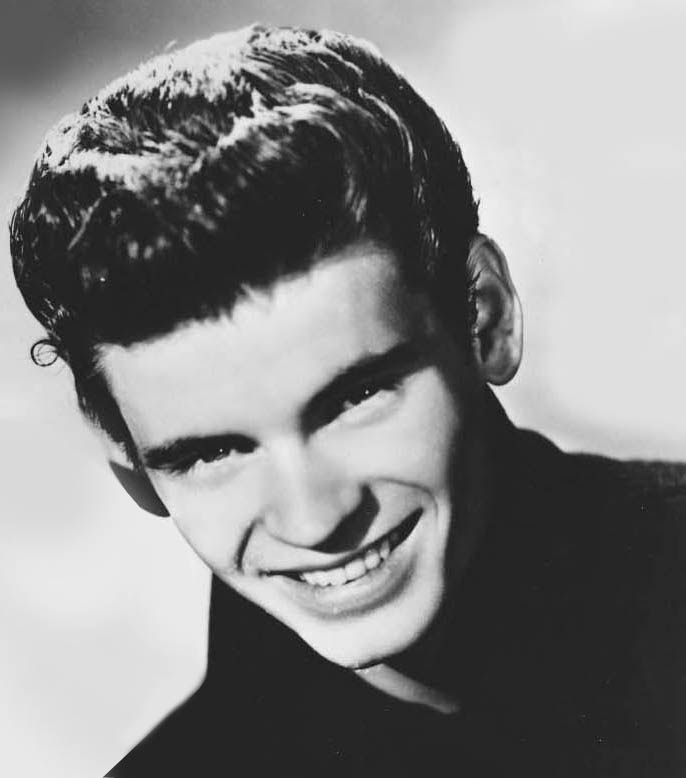
Don Everly
21 augustus

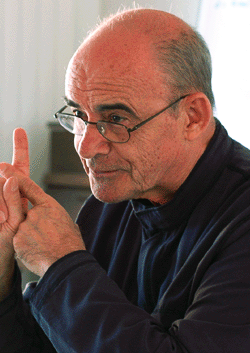
Jean-Luc Nancy
23 augustus

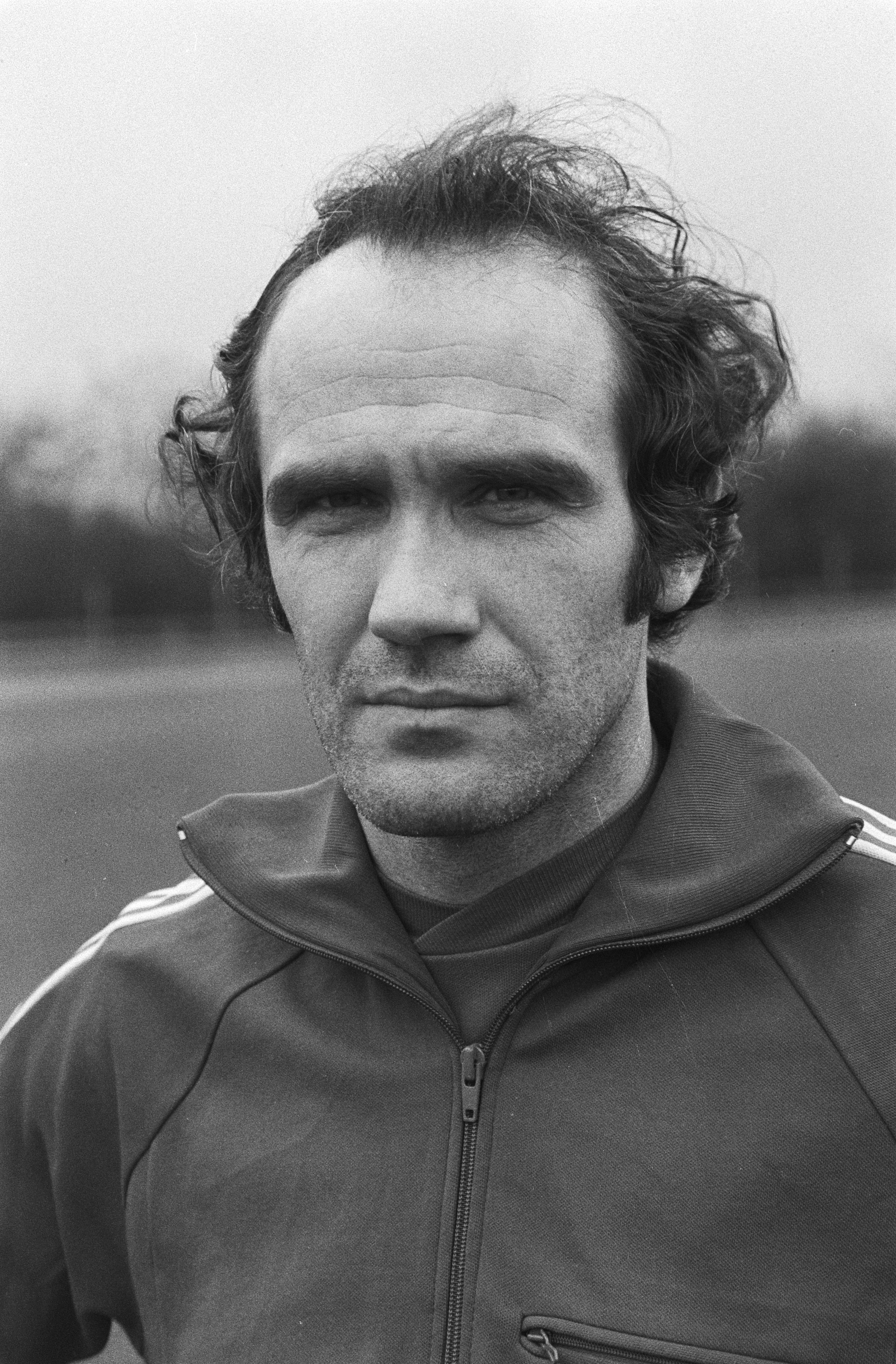
Wilfried Van Moer
24 augustus

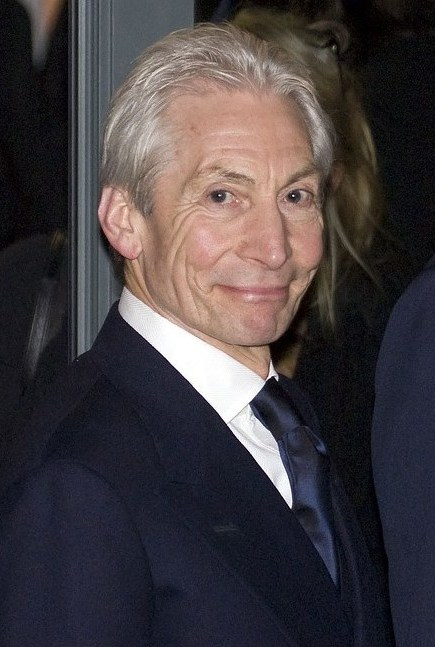
Charlie Watts
24 augustus

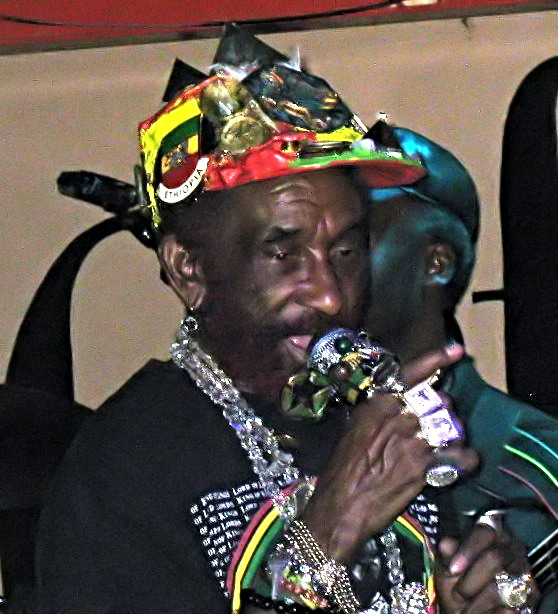
Lee Perry
29 augustus

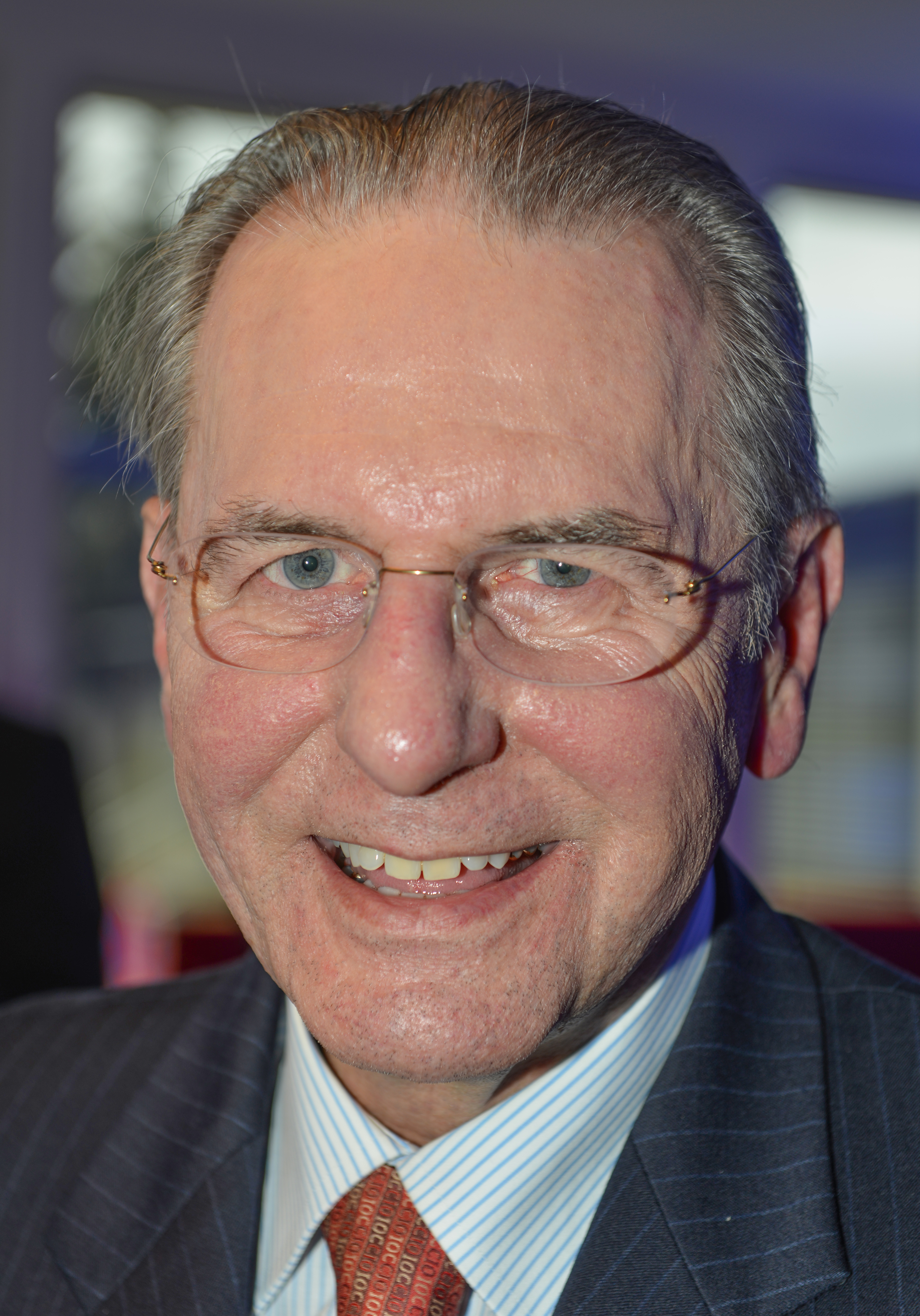
Jacques Rogge
29 augustus

| 1 | 2 | 3 | 4 | 5 | 6 | 7 | 8 | 9 | 10 | 11 | 12 | 13 | 14 | 15 | 16 | 17 | 18 | 19 | 20 | 21 | 22 | 23 | 24 | 25 | 26 | 27 | 28 | 29 | 30 | 31 |
| - | - | - | - | - | - | - | - | - | -- | -- | -- | -- | -- | -- | -- | -- | -- | -- | -- | -- | -- | -- | -- | -- | -- | -- | -- | -- | -- | -- |

### 1 augustus
- Paul Cotton (78), Amerikaans gitarist en singer-songwriter[1]

### 2 augustus
- Ursula Kraus (91), Duits politica[2]
- Yves de Wasseige (96), Belgisch senator[3]

### 3 augustus
- Jean Hale (82), Amerikaans actrice[4]
- Jergé Hoefdraad (35), Nederlands voetballer[5]
- Jeroen Snijders Blok (62), Nederlands bestuurder[6]

### 4 augustus
- Cándani (56), Surinaams literair auteur[7]
- Bobby Eaton (62), Amerikaans worstelaar[8]
- Paul Johnson (50), Amerikaans deejay en producer[9]
- Graham McRae (81), Nieuw-Zeelands autocoureur[10]

### 5 augustus
- Roger Lenaers (96), Belgisch didacticus, pastor en jezuïet[11]

### 6 augustus
- Donald Kagan (89), Amerikaans oudhistoricus, classicus en hoogleraar[12]
- Trevor Moore (41), Amerikaans komiek en acteur[13]
- Anita Pauwels  (95), Nederlands dialectologe[14]
- Yuri Trutnev (93), Russisch natuurkundige en nucleair ingenieur[15]

### 7 augustus
- Mike De Palmer (59), Amerikaans tennisser en tenniscoach[16]
- Markie Post (70), Amerikaans actrice en filmproducente[17]
- Dennis Thomas (70), Amerikaans muzikant[18]
- Jane Withers (95), Amerikaans (kind)actrice[19]

### 8 augustus
- Jaan Kaplinski (80), Estisch schrijver, vertaler en filosoof[20]
- Cesare Salvadori (79),  Italiaans schermer[21]

### 9 augustus
- Alex Cord (88), Amerikaans acteur[22]
- Patricia Hitchcock (93), Amerikaans actrice[23]
- Sergej Adamovitsj Kovaljov (91), Russisch bioloog, politicus en mensenrechtenactivist[24]
- Jean-Marie Léonard (78), Belgisch politicus[25]
- Olivia Podmore (24), Nieuw-Zeelands (baan)wielrenster[26]

### 10 augustus
- Eduardo Martínez Somalo (94), Spaans theoloog en kardinaal[27]
- Sunni Welles (72), Amerikaans actrice en zangeres[28]
- Maki Kaji (69), Japans spelbedenker[29]
- Margareta Leemans (88), Belgisch zakenvrouw[30]
- Victoria Paris (60), Amerikaans pornoactrice[31]

### 11 augustus
- Mike Finnigan (76), Amerikaans muzikant[32]
- Peter Fleischmann (84), Duits filmregisseur en -producent[33]
- Ernst van de Wetering (83), Nederlands kunsthistoricus[34]

### 12 augustus
- Kurt Biedenkopf (91), Duits politicus[35]
- Ronnell Bright (91), Amerikaans jazzzanger, -componist en -arrangeur[36]
- Dominic DeNucci (89), Italiaans professioneel worstelaar[37]
- Eva Fastag (104), Belgisch Holocaustoverlevende[38]
- Jose Perez (74), Filipijns rechter[39]
- K. Schippers (84), Nederlands schrijver en dichter[40]
- Una Stubbs (84), Brits actrice en danseres[41]
- Yigal Tumarkin (87),  Israëlisch schilder, graficus en beeldhouwer[42]

### 13 augustus
- Franck Berrier (37), Frans voetballer[43]
- Nanci Griffith (68), Amerikaans zangeres, gitariste en songwriter[44]
- Mangkoenegara IX (69), vorst van Mangkoenegaran[45]
- Steve Perrin (75), Amerikaans game-ontwerper[46]
- Carolyn Shoemaker (92), Amerikaans astronome[47]
- Gino Strada (73), Italiaans activist, arts en activist[48]

### 14 augustus
- Carlos Correia (87), Guinee-Bissaus politicus[49]
- Nathalie Maillet (51), Frans architecte, bestuurder en autocoureur[50][51]
- Francis Mossman (33), Nieuw-Zeelands acteur[52]
- Igor Oistrach (91), Russisch violist en dirigent[53]
- André Vandewalle (75), Belgisch historicus en archivaris[54]

### 15 augustus
- Gianfranco D'Angelo (84), Italiaans acteur en komiek[55]
- Gerd Müller (75), Duits voetballer[56]

### 16 augustus
- Frans Bronzwaer (76),  Nederlands zanger en gitarist[57]
- Volodymyr Holoebnytsjy (85), Oekraïens atleet[58]
- Sean Lock (58), Brits komiek[59]
- Rob Morren (53), Nederlands kunstschilder[60]
- Maurice Watkins (79), Brits juridisch adviseur[61]

### 17 augustus
- Maurice Vandeweyer (76), Belgisch schrijver en wiskundige[62]

### 18 augustus
- Franz Josef Altenburg (80), Oostenrijks beeldhouwer en keramist[63]
- Jevgeni Svesjnikov (71), Russisch schaker en schrijver[64]
- Stephen Vizinczey (88), Hongaars-Canadees schrijver[65]

### 19 augustus
- Jan Andriesse (71), Nederlands kunstschilder[66]
- Raoul Cauvin (82), Belgisch stripscenarist[67]
- Sonny Chiba (82), Japans acteur[68]
- Chuck Close (81), Amerikaans fotograaf en kunstschilder[69]
- Martin Wiggemansen (64), Nederlands voetballer[70]

### 20 augustus
- Ian Carey (45), Amerikaans house dj en muziekproducent[71]
- Norbert Gawronski (96), Pools-Nederlands architect[72]
- Tom Hall (85), Amerikaans musicus en schrijver[73]
- Peter Ind (93), Brits jazzcontrabassist en platenproducent[74]

### 21 augustus
- Don Everly (84), Amerikaans rockmuzikant[75]
- Kees de Haas (90), Nederlands econoom, maritiem historicus en schrijver[76]
- Jan Nico Homan van der Heide (94), Nederlands arts en uitvinder[77]
- Rudi Janssens (59), Belgisch socioloog[78]
- Marie Kinsky von Wchinitz und Tettau (81), vorstin van Liechtenstein[79]
- Jean Pierre Marie Orchampt (97), Frans bisschop[80]
- Eric Rotte (60), Nederlands televisiekok[81]

### 22 augustus
- Lies Bonnier (96), Nederlands zwemster[82]
- Marilyn Eastman (87), Amerikaans actrice[83]
- Raymond Hamers (88), Belgisch immunoloog[84]
- Wim Jiskoot (60), Nederlands hoogleraar[85]
- Karel Steenbrink (79), Nederlands hoogleraar, theoloog en islamoloog[86]
- Brian Travers (62), Brits saxofonist[87]
- Eric Wagner (62), Amerikaans zanger[88]

### 23 augustus
- Michael Nader (76), Amerikaans acteur[89]
- Jean-Luc Nancy (81), Frans filosoof[90]
- Giovanni Pretorius (49), Zuid-Afrikaans bokser[91]
- Rosita Quintana (96), Argentijns-Mexicaans actrice en zangeres[92]
- José Yudica (85),  Argentijns voetballer en trainer[93]

### 24 augustus
- Kyle Anderson (33), Australisch darter[94][95]
- Dirk Boon (54), Belgisch wielrenner[96]
- Hissène Habré (79), Tsjadisch dictator[97]
- Jan van Ingen (73), Nederlands ondernemer en artiestenmanager[98]
- Wilfried Van Moer (76), Belgisch voetballer[99]
- Charlie Watts (80), Brits drummer[100]

### 25 augustus
- Gerry Ashmore (84), Brits autocoureur[101]
- Ted Dexter (86), Engels cricketspeler[102]

### 26 augustus
- Ton van Genugten (38), Nederlands rallyrijder en ondernemer[103]
- Vladimir Sjadrin (73), Russisch ijshockeyspeler[104]

### 27 augustus
- Roger De Vogel (63), Belgisch atleet[105]
- Edmond H. Fischer (101), Zwitsers-Amerikaans biochemicus[106]
- Heide Keller (81), Duits actrice en scenarioschrijfster[107]
- Maria Oliva (112), Italiaans supereeuwelinge[108]

### 28 augustus
- Catherine MacPhail (75), Brits schrijfster[109]
- Teresa Żylis-Gara (91), Pools sopraan[110]

### 29 augustus
- Ed Asner (91), Amerikaans acteur[111]
- Marie-Louise Bemelmans-Videc (74), Nederlands politica en kindactrice[112]
- Ron Bushy (79), Amerikaans drummer[113]
- Lee Perry (85), Jamaicaans reggae-muzikant, zanger en producer[114]
- Emiel Ravijts (74), Belgisch acteur[115]
- Jacques Rogge (79), Belgisch arts, zeiler en sportbestuurder[116]

### 30 augustus
- Maggie Mae (61), Duits schlagerzangeres en actrice[117]
- Arie Meerburg (75), Nederlands politicus[118]
- Henri d'Udekem d'Acoz (87), Belgisch politicus[119]
- Lee Williams (75), Amerikaans gospelzanger[120]

### 31 augustus
- Piet van Breemen (94), Nederlands pater, jezuïet en auteur[121]
- Michael Constantine (94), Amerikaans acteur[122]
- Robbie Dale (81), Brits radio-diskjockey[123]
- Julie Ditty (42), Amerikaans tennisspeelster[124]
- Norbert Klein (65), Nederlands politicus[125][126]
- Mahal (Noemi Tesorero) (47), Filipijns comedian, vlogger en actrice[127]
- Francesco Morini (77), Italiaans voetballer[128]

januari ·
februari ·
maart ·
april ·
mei ·
juni ·
juli ·
augustus ·
september ·
oktober ·
november ·
december
1900 ·
1901 ·
1902 ·
1903 ·
1904 ·
1905 ·
1906 ·
1907 ·
1908 ·
1909 ·
1910 ·
1911 ·
1912 ·
1913 ·
1914 ·
1915 ·
1916 ·
1917 ·
1918 ·
1919 ·
1920 ·
1921 ·
1922 ·
1923 ·
1924 ·
1925 ·
1926 ·
1927 ·
1928 ·
1929 ·
1930 ·
1931 ·
1932 ·
1933 ·
1934 ·
1935 ·
1936 ·
1937 ·
1938 ·
1939 ·
1940 ·
1941 ·
1942 ·
1943 ·
1944 ·
1945 ·
1946 ·
1947 ·
1948 ·
1949 ·
1950 ·
1951 ·
1952 ·
1953 ·
1954 ·
1955 ·
1956 ·
1957 ·
1958 ·
1959 ·
1960 ·
1961 ·
1962 ·
1963 ·
1964 ·
1965 ·
1966 ·
1967 ·
1968 ·
1969 ·
1970 ·
1971 ·
1972 ·
1973 ·
1974 ·
1975 ·
1976 ·
1977 ·
1978 ·
1979 ·
1980 ·
1981 ·
1982 ·
1983 ·
1984 ·
1985 ·
1986 ·
1987 ·
1988 ·
1989 ·
1990 ·
1991 ·
1992 ·
1993 ·
1994 ·
1995 ·
1996 ·
1997 ·
1998 ·
1999 ·
2000 ·
2001 ·
2002 ·
2003 ·
2004 ·
2005 ·
2006 ·
2007 ·
2008 ·
2009 ·
2010 ·
2011 ·
2012 ·
2013 ·
2014 ·
2015 ·
2016 ·
2017 ·
2018 ·
2019 ·
2020 ·
2021 ·
2022 ·
2023 ·
2024 ·
2025